# Бой при Калатафими
В бою при Калатафими (итал. Battaglia di Calatafimi) недалеко от Калатафими-Седжеста, города недалеко от столицы провинции западной Сицилии Трапани, отряд Джузеппе Гарибальди 15 мая 1860 года нанес поражение войскам неаполитанских Бурбонов генерала Франческо Ланди.
После Сардинской войны в Северной Италии Гарибальди организовал так называемую «Экспедицию тысячи». С 1000 добровольцами он хотел провести Рисорджименто на юге Италии против неаполитанских Бурбонов. После высадки в Марсале 1000 добровольцев Гарибальди, так называемых «красных рубашек», продвинулись и встретили более 2000 солдат Неаполитанского королевства на позиции в Калатафими.
15 мая разведывательные подразделения Бурбонов заметили краснорубашечников Гарибальди возле Калатафими. В это время силы Гарибальди, организованные в два батальона, находились на холме Пьетралунга. У Ланди было около 3000 солдат, и он готовился к карательным действиям против повстанцев, а не к бою. В бою участвовало около 1200—1300 краснорубашечников и 2000—2200 неаполитанцев.
Он начался в полдень 15 мая атакой двух рот неаполитанских егерей, вынужденных отступить под точным огнем генуэзских добровольцев. Краснорубашечники контратаковали у Пьянте-ди-Романо: батальон Нино Биксио слева, Гарибальди вместе с другим батальоном, Карини, справа. Затем четыре неаполитанские пушки открыли огонь. Контратака столкнулась с трудностями в основном из-за слабого вооружения краснорубашечников. В рукопашном бою неаполитанцам удалось захватить знамя гарибальдийцев, но они столкнулись с контратаками противника, умело использовавшего пересеченную местность. Поскольку в таких условиях ружейный огонь становился все более неэффективным, неаполитанцы стали бросать камни, одним из которых был ранен Гарибальди.
Около 15:00 Гарибальди приказал атаковать в штыки. Краснорубашечники достигли возвышенности. В этот момент неожиданно прозвучал сигнал отступления для Бурбонов, которые начали отходить под недоуменными взглядами гарибальдийцев. Измученные краснорубашечники Гарибальди не стали преследовать отступивших неаполитанцев и таким образом добились скорее моральной, чем военной победы. Путь на Палермо был свободен.